# Montes Obarenes
Die Montes Obarenes sind ein etwa 30 km langer und durchschnittlich etwa 800 m bis 900 m (maximal 1435 m) hoher Gebirgszug in der Comarca Las Merindades im Nordosten der spanischen Provinz Burgos in der Autonomen Region Kastilien-León bzw. im Westen der Autonomen Region La Rioja. Der Fluss Ebro bildet stellenweise die Nordgrenze des Gebietes.

## Städte und Gemeinden
Die größten Städte in der Umgebung der Montes Obarenes sind Miranda de Ebro (Kastilien) und Haro (La Rioja); andere Gemeinden mit zum Teil weniger als 100 Einwohnern sind Ameyugo, Bugedo, Cellorigo, Foncea, Galbárruli, Pancorbo, Sajazarra und Villalba de Rioja. Zu erwähnen ist auch das historisch bedeutsame Städtchen Frías.

## Berge
Neben dem 1435 m hohen Pico Humión ist der imposante, aber stark zerklüftete 912 m hohe Peña Lengua hervorzuheben, welcher den kleinen Ort Cellorigo überragt.

## Naturpark
Große Teile des Bergstocks der Montes Obarenes und angrenzender kleinerer Gebirgszüge gehören zum im Jahr 2006 eingerichteten Naturpark Montes Obarenes-San Zadornil.

## Tourismus
In den letzten Jahrzehnten des 20. Jahrhunderts wurden mehrere Wanderwege eingerichtet. In den Dörfern gibt es zahlreiche kleinere Restaurants und Herbergen.